# آلفی بیس
آلفی بیس (انگلیسی: Alfie Bass؛ ۱۰ آوریل ۱۹۱۶ – ۱۵ ژوئیهٔ ۱۹۸۷) هنرپیشه اهل بریتانیا بود.
از فیلم‌هایی که وی در آن نقش داشته است می‌توان به الفی، خون‌آشام‌کشان نترس و انتقام پلنگ صورتی اشاره کرد.